# Johann Kick

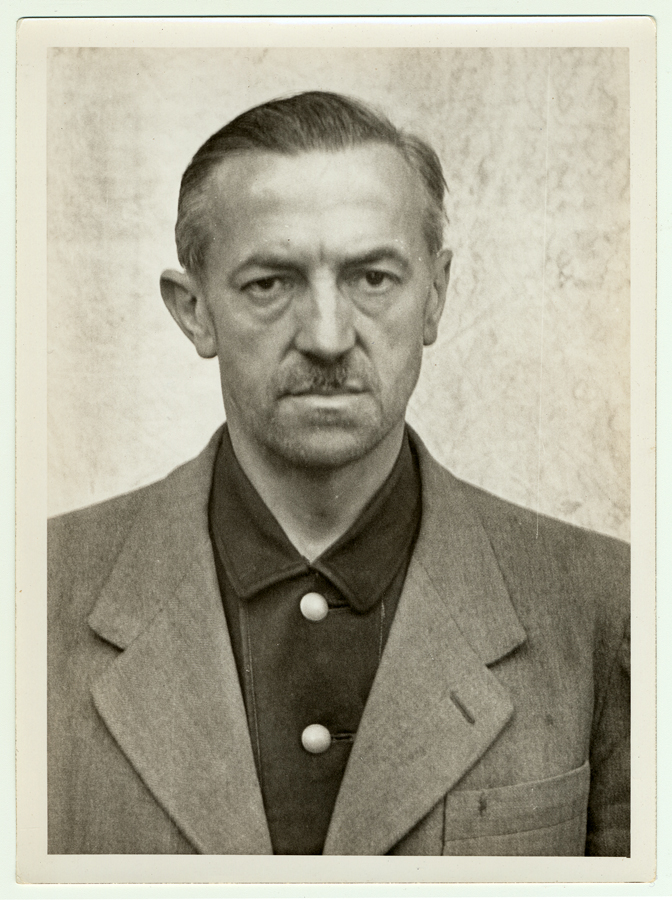
Johann Kick in amerikanischer Internierung. Aufnahme von 1945.

Johann Georg Kick (* 24. November 1901 in Waldau; † 29. Mai 1946 in Landsberg am Lech) war ein deutscher Polizist, SS-Obersturmführer und als Kriminalkommissar Leiter der Politischen Abteilung im KZ Dachau.

## Biografie
Kick war verheiratet und Vater eines Kindes. In den Polizeidienst trat Kick 1921 ein, wo er bis 1925 bei der Staatspolizei tätig war. Von 1925 bis 1933 verrichtete Kick Dienst bei der Verkehrspolizei in München. Nach der nationalsozialistischen „Machtergreifung“ 1933 fand er bei der Gestapo in München Verwendung, die aus den im April des Jahres vorgenommenen polizeistrukturellen Veränderungen hervorging. Am 1. November 1937 beantragte er die Aufnahme in die NSDAP und wurde rückwirkend zum 1. Mai desselben Jahres aufgenommen (Mitgliedsnummer 5.096.990). Ab 1937 wurde Kick in seiner Eigenschaft als Offizier der Gestapo Leiter der Politischen Abteilung im KZ Dachau. Er schloss sich auch der SS an (SS-Nummer 416.435). In Ausübung seines Amtes war Kick dem Reichssicherheitshauptamt (RSHA) gegenüber verantwortlich. Als Leiter des Häftlingsarchivs war Kick für die administrative Abwicklung von der Registrierung von Neuzugängen, Entlassungen, Verlegungen sowie der Vernehmung von Lagerinsassen zuständig. Johann Kick verblieb in dieser Funktion bis September 1944, sein Nachfolger wurde Otto Kloppmann. Anschließend soll Kick in einer Außenstelle der Gestapo in Dachau für die Anwerbung von Doppelagenten zuständig gewesen sein. Von Ende Januar bis Ende April 1945 gehörte Kick erneut der Politischen Abteilung des KZ Dachau an, allerdings nicht mehr in leitender Funktion. Nach der Befreiung des Lagers durch US-amerikanische Truppen am 29. April 1945 erfolgte am 5. Mai 1945 seine Verhaftung.

## Nach Kriegsende
Am 15. November 1945 wurde Johann Kick im Dachau-Hauptprozess, dem ersten der Dachauer Prozesse, aufgrund der Anklage von Kriegsverbrechen vor ein US-amerikanisches Militärgericht gestellt. Unter den insgesamt vierzig Beschuldigten des Dachauer Lagerpersonals war Johann Kick als einziger Angehöriger der Politischen Abteilung des KZ Dachau vertreten. Er wurde insbesondere beschuldigt, sich an den sogenannten Invalidentransporten und an Strafvollzügen an Lagerinsassen mitbeteiligt zu haben, und politische Häftlinge in Dachau gewaltsam vernommen zu haben.
Zu seiner Verteidigung führte Kick aus, dass er beispielsweise auf die Invalidentransporte keinen Einfluss ausüben konnte, da sie außerhalb seines Aufgabenbereiches lagen. Auch verneinte Kick entschieden, bei Vernehmungen von Lagerinsassen Gewalt ausgeübt zu haben. Weiter gab Kick an, in seinen vorprozessualen Verhören wiederholt misshandelt worden zu sein, bis er eidesstattliche Erklärungen zwangsweise weitergab, die nach seinem Dafürhalten nicht den Tatsachen entsprachen. Die Vernehmer gaben jedoch an, dass Kick zu seinen Aussagen weder durch Gewaltanwendung noch durch Androhung einer solchen zu Erklärungen gezwungen worden sei.
Beim Urteil wurden als individuelle Exzesstaten bei Kick die Weitergabe von Hinrichtungsanordnungen sowie die Misshandlung von Häftlingen bei Verhören berücksichtigt. Am 13. Dezember 1945 wurde Kick mit fünfunddreißig weiteren Mitangeklagten durch das US-amerikanische Militärgericht zum Tod durch den Strang verurteilt. Das Urteil wurde am 29. Mai 1946 im Kriegsverbrechergefängnis Landsberg vollstreckt.